# Chânes
 Chânes  es una población y comuna francesa, en la región de Borgoña, departamento de Saona y Loira, en el distrito de Mâcon y cantón de La Chapelle-de-Guinchay.

## Demografía
| 293 | 270 | 287 | 502 | 530 | 510 |
| Para los censos de 1962 a 1999 la población legal corresponde a la población sin duplicidades (Fuente: INSEE [Consultar]) |     |     |     |     |     |